# Proserpine
Pour les articles homonymes, voir Proserpine (homonymie).
Proserpine est une divinité romaine équivalant à Perséphone  qui est  dans la  mythologie grecque celle qui a créé les saisons . Elle est la fille de Cérès (ou Déméter) et Jupiter (Zeus en grec). Malgré son enlèvement par Pluton et son statut de Reine des Enfers, Proserpine est aussi une déesse du printemps. En association avec les Mystères d'Éleusis, son mythe évoque le retour du printemps après l'hiver rigoureux et peu éclairé et recoupe celui de sa mère en tant que déesse de l'Agriculture et des Moissons.

## Culte et attributs
En -249, à un moment difficile de la première guerre punique, les decemvirs consultèrent les Livres. Ils y lurent, selon les auteurs postérieurs, qu'il fallait célébrer sur le Champ de Mars pendant trois nuits consécutives les ludi Tarentini (jeux tarentins) en l'honneur de Dis et de Proserpina, leur sacrifier des victimes noires et enfin promettre de renouveler la cérémonie après un saeculum de cent années. 
Le nom Proserpina est déformé de Perséphone (en grec ancien Περσεφόνη / Persephónê) par étymologie populaire ou plutôt par une prononciation étrusque. L'introduction à Rome des deux divinités apporta une conception nouvelle de l'Autre-Monde, représentation qui était sommaire dans la religion romaine ancienne. Elle ne paraît pas avoir profondément marqué la croyance de la masse des Romains. Dans le nord du Champ de Mars, près du Tibre, semble-t-il, Dis Pater et son épouse possédèrent un autel souterrain dont l'accès n'était ouvert qu'aux temps rares de leurs fêtes. La littérature hellénisante des derniers siècles fait illusion, comme pour d'autres divinités, sur sa véritable importance dans la religion romaine.
La célébration de cette déesse est ainsi officialisée en -249 à Rome. Elle avait lieu à Tarente lors des jeux tarentins. Cependant, c'est en Sicile que son culte aurait été le plus important. On apprend dans l'Énéide notamment que des génisses stériles lui sont sacrifiées, la stérilité, assimilée à l'absence de vie, étant mise en relation avec la mort. On l'associe également au rameau d'or : l'unique moyen de pénétrer aux Enfers en tant que vivant serait de lui en apporter un comme présent. De plus, on lui attribue la figure du serpent, le mot latin « proserpere » désignant le déplacement de cet animal. C'est le mythographe Cartari qui le premier pointe du doigt ce lien. Proserpine a donc été nommée par les Romains le « Serpent qui rampe sous la terre »[source insuffisante].

## Mythe
La mythologie raconte qu’elle a été enlevée par Pluton, dieu des Enfers qui l’a ensuite épousée, alors qu'elle ramassait des fleurs (il s'agissait de violettes) en compagnie de ses amies. Alors qu'elle s'apprêtait à repartir sur son char, la nymphe Cyané, compagne de Proserpine, tente de la retenir. Comme Pluton (Hadès en grec) est le frère de Jupiter dont Proserpine est la fille, on déduit que Pluton enlève sa nièce. Cérès, apprenant la disparition de sa fille, serait partie à la recherche de celle-ci pendant neuf jours et neuf nuits. Apprenant enfin le nom du coupable grâce à Apollon, elle cessera alors de s'occuper des cultures sur terre pour montrer son indignation. Un accord aurait été conclu avec Pluton afin que la jeune déesse puisse retourner avec sa famille certaines périodes de l’année. Ainsi, elle passe six mois aux Enfers, le chagrin de Cérès causant la mort des plantes sur la terre (ce qui symbolise notre automne et notre hiver), puis six mois avec sa mère, la joie de celle-ci redonnant vie aux cultures (ce qui correspond à nos printemps et été). L'enlèvement de Proserpine peut donc être qualifié de mythe étiologique, à rapprocher du conte étiologique. 
Selon une version moins courante, Proserpine ne pouvait être sauvée que si elle n'avait pas encore goûté à la nourriture des Enfers. Mais ayant consommé des pépins de grenade, elle dut y rester éternellement, sans pouvoir en sortir pendant la moitié de l'année comme dans la version la plus répandue. Certaines versions précisent que Pluton serait tombé amoureux d'elle car Vénus aurait demandé à son fils l'Amour de lui tirer une de ses flèches. 
Cet épisode est relaté par Claudien dans Le Rapt de Proserpine. Elle apparaît encore dans le récit de la mythologie grecque Orphée et Eurydice, mais également dans le livre V des Métamorphoses d’Ovide.

## Arts

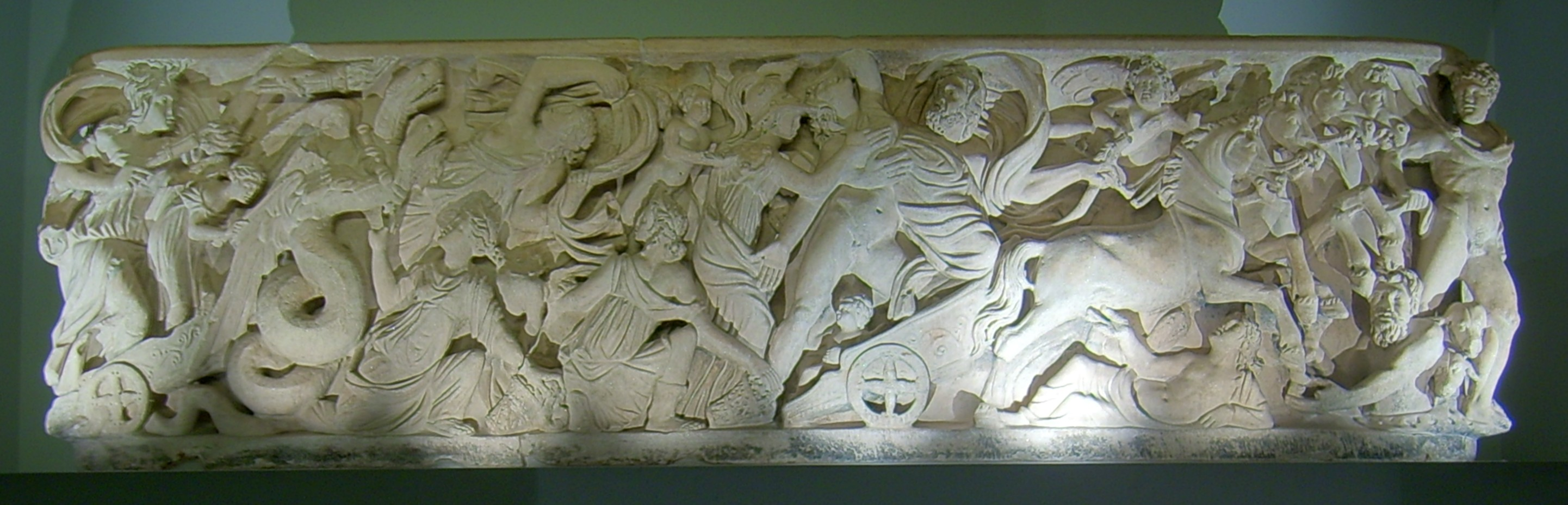
Face avant du sarcophage de Proserpine, avec le rapt de Proserpine, premier quart du IIIe siècle ap. J.-C.

### Sculpture
Un sarcophage antique est conservé dans la cathédrale d'Aix-la-Chapelle. En marbre de Paros, il date du premier quart du IIIe siècle ap. J.-C. et représente l'enlèvement de Proserpine. Un autre sarcophage antique sur le même thème est conservé au Walters Art Museum de Baltimore.

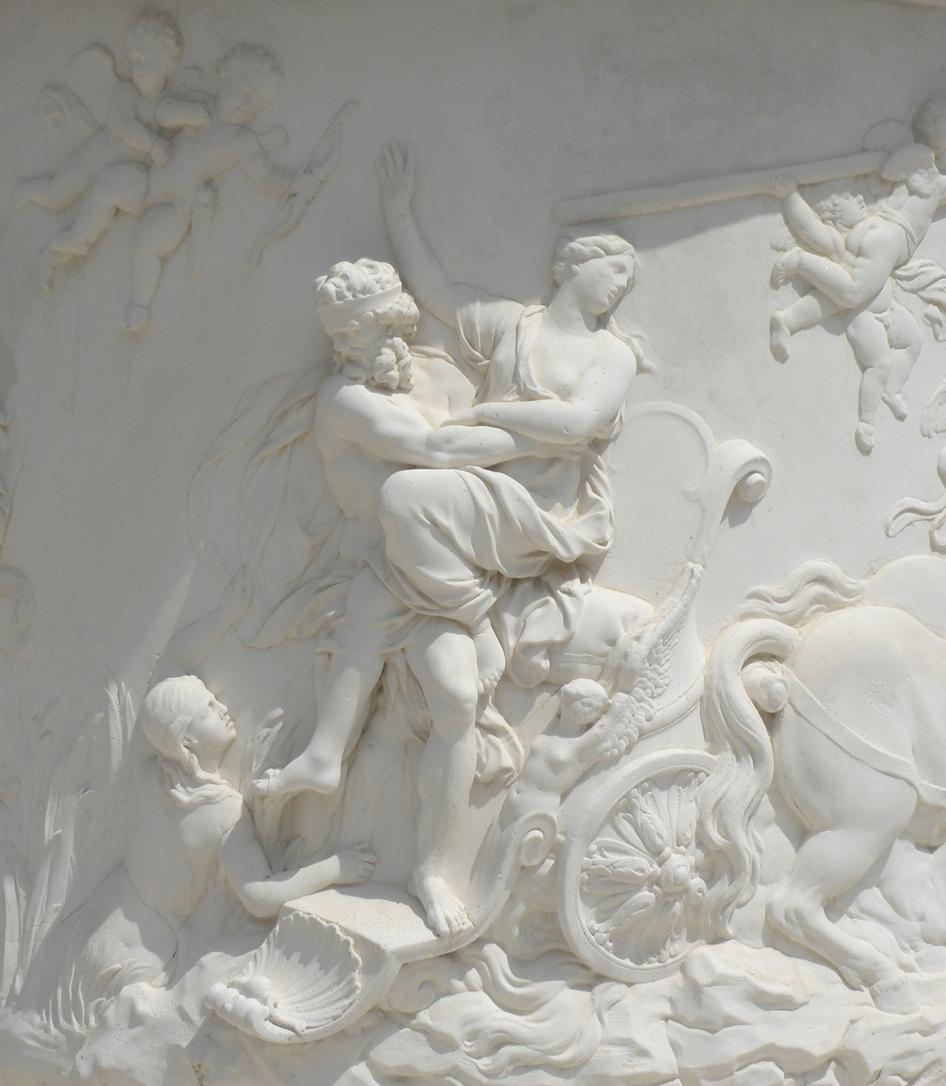
Enlèvement de Proserpine par Pluton de Girardon, Versailles, deuxième scène du socle (XVIIe siècle)

Vers 1620 est réalisée L'Enlèvement de Proserpine par l'artiste Le Bernin, exposé à Rome dans la Galerie Borghèse. À Versailles se trouve une sculpture représentant Pluton, Proserpine et Cyané, réalisée à la même époque. Sur son socle, trois scènes successives narrent la cueillette, l'enlèvement, et la recherche.

### Peinture

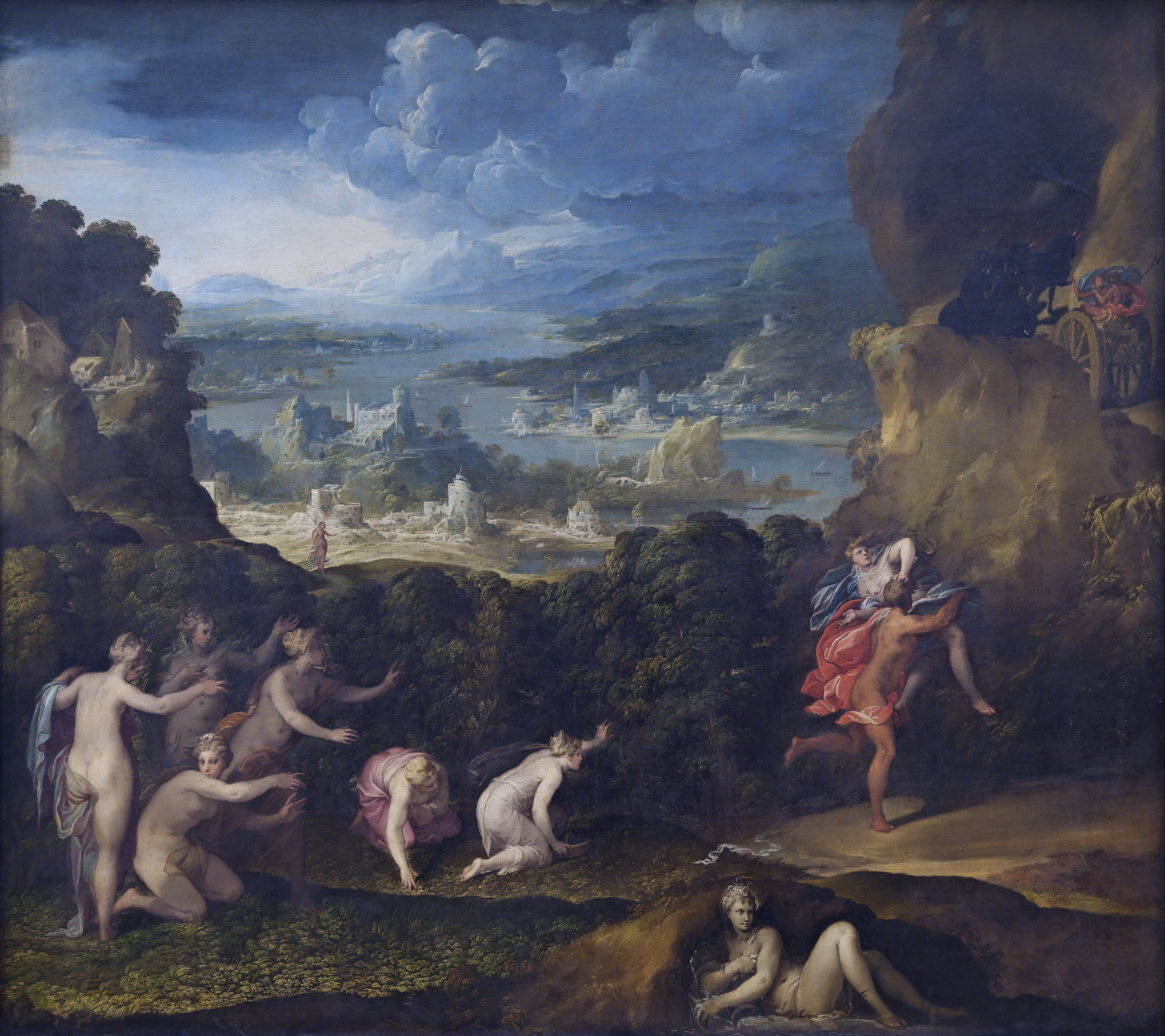
L'Enlèvement de Proserpine de Nicolò dell'Abbate (XVIe siècle)

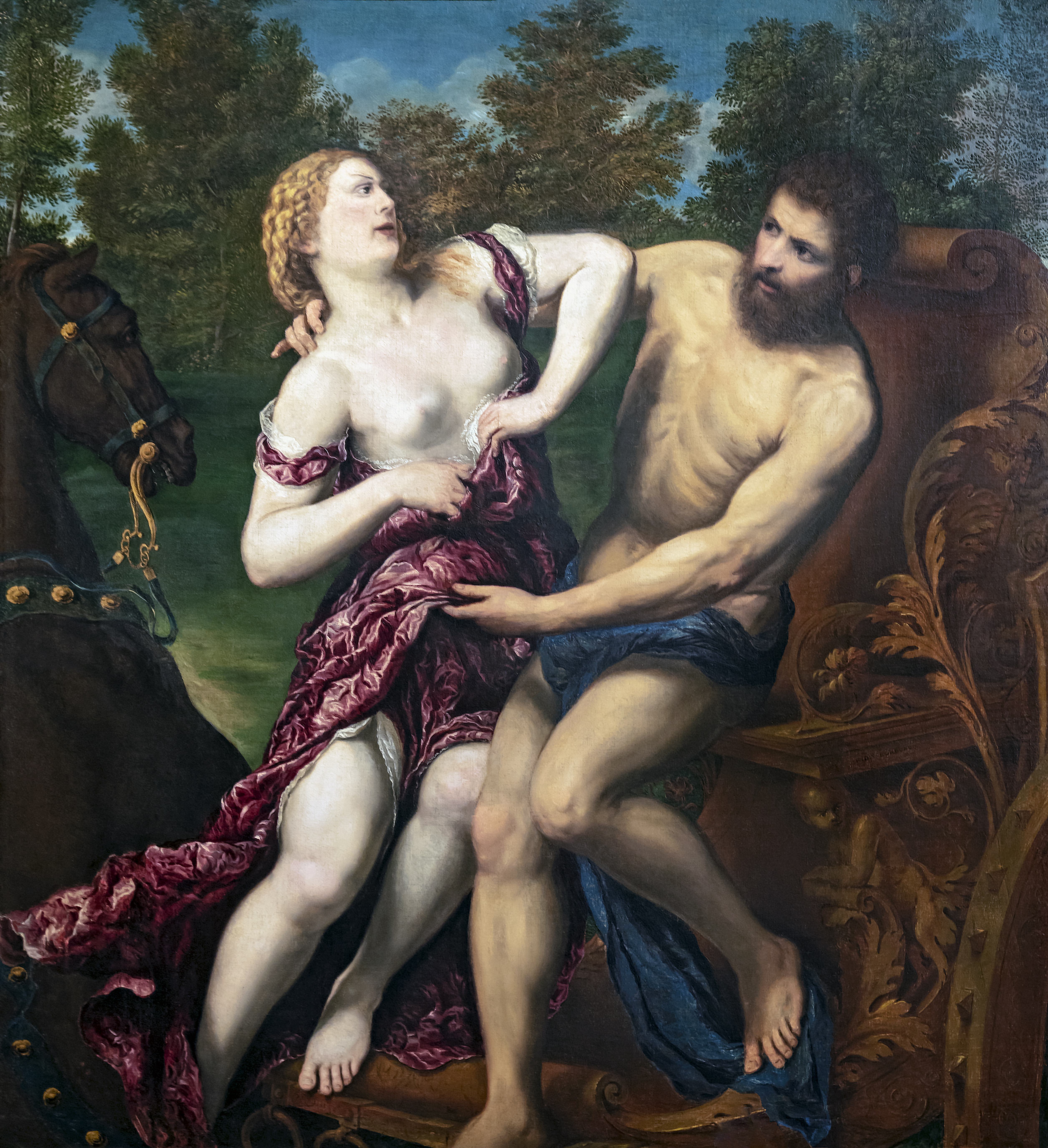
Le rapt de Proserpine de Pâris Bordone (XVIe siècle)

Généralement, c'est l'épisode de l'enlèvement de la jeune fille qui est représenté en peinture.
Alessandro Allori, au XVIe siècle, avec l'intérêt ravivé pour l'antiquité et notamment la mythologie de la Renaissance, représente la scène de l'enlèvement de Proserpine, de même que Pâris Bordone. Puis le peintre Pierre Paul Rubens, au début du XVIIe siècle, a réalisé deux peintures sur ce thème, l'une vers 1615, l'autre en 1634 et 1635. À la même époque, Rembrandt lui aussi peint la scène de l'enlèvement. Plus tard, en 1651, Nicolas Mignard réalise Proserpine entre peur et renoncement.
Mais d'autres instants du mythe ont également été représentés. On peut la voir aux côtés de Pluton et faisant face à Orphée dans la toile Orphée devant Pluton et Proserpine par François Perrier. Proserpine a été peinte par John William Waterhouse dans Le chant du Printemps (1913 - Huile sur toile - 71,5 x 92,4 cm), où elle ramasse des fleurs.
Il est à noter que la réalisation la plus célèbre en peinture de la déesse est probablement Proserpine de Dante Gabriel Rossetti.

### Musique
- 1680, Jean-Baptiste Lully compose Proserpine, tragédie lyrique en V actes, livret de Philippe Quinault qui retrace cet épisode de la mythologie.
- 1803, Giovanni Paisiello, Proserpine, tragédie lyrique en 3 actes sur un livret de Nicolas-François Guillard.
- 1887, Camille Saint-Saëns donne le même nom à son opéra, lequel s'inspire d'un livret n'ayant aucun rapport avec la mythologie romaine.
- 2009, la dernière composition de Kate McGarrigle s'inspire de la mythologie de Proserpine. Proserpina se retrouve sur l'album Come home to momma de Martha Wainwright

### Alchimie
Depuis les Byzantins, et surtout à la Renaissance, la mythologie antique sera interprétée en un sens alchimique : « Il devenait soudain possible d'argumenter contre le fréquent reproche selon lequel l'Antiquité classique n'avait pas connu l'Alchimie. » Cette approche connut comme plus célèbres représentants, Robert Duval, Michael Maier, Pierre-Jean Fabre et Dom Pernety,.
Le mythe de Proserpine ne fait pas exception à cette règle. Le médecin Michael Maier préfère ainsi, au sens agricole attribué à la célébration de ses Mystères, une interprétation alchimique : « D'accord, voilà une explication convenable, mais s'agit-il là de choses secrètes, ou très peu connues de tous ? Est-ce que cela requiert de telles fêtes, tant d'occultation et de si grandes réserves ? Sur la semence et son explication nous saisissons. Mais en ce qui concerne notre tout grand secret philosophique que les rustiques ignorent, seuls les philosophes savent qu'il a des raisons d'être occulté. C'est de lui que vient cette institution des rites sacrés ».
De même pour le bénédictin  Pernety (XVIIIe siècle), « cette fable a tout l’air d’une allégorie [al]chimique. »

### Littérature
Au XVIe siècle, le thème est à nouveau traité par Catherine Des Roches dans Le Ravissement de Proserpine, première traduction française du texte de Claudien, mais que l'écrivaine retravaille pour mettre en valeur la souffrance imposée à la fille autant qu'à sa mère (Les Missives de Mesdames Des Roches, de Poitiers, mere et fille : Avec le Ravissement de Proserpine prins du latin de Clodian, Et autres imitations et meslanges poëtiques, 1586, éd. Anne Larsen, Genève, Droz, «Textes littéraires français», 1999).
En 1832 est publié Proserpine, drame versifié de Mary Shelley et son époux. Proserpine apparaît dans les livres Thésée et L'Immoraliste d’André Gide (1902).
Un poème écrit par Algernon Charles Swinburne, The Garden of Proserpine, évoque le mythe.

## Sciences et technologie
La Proserpine est une espèce protégée en France de papillon de la famille des Papilionidae devant son nom à la déesse.
Un astéroïde de la ceinture principale découvert en 1853 se nomme (26) Proserpina (nom anglo-saxon de Proserpine).
On a aussi donné son nom à un réacteur nucléaire expérimental français fonctionnant au plutonium.